# 華潤微電子
華潤微電子有限公司 （英語：China Resources Microelectronics Limited；上交所：688396，港交所原上市代碼：0597.HK，前稱華潤上華）是一家在香港交易所上市的工業公司，總部設於江蘇無錫，主要業務包括晶圓代工、集成電路設計、集成電路測試封裝和分立器件制造。截至2020年3月8日，华润微电子是中国大陆半导体产业前十大公司中唯一一家拥有芯片设计、晶圆制造、封装测试等全产业链一体化运营能力的半导体企业。

## 歷史
華潤微電子是綜合企業華潤集團旗下的公司，前身是華晶集團。2002年，華潤集團收購了華晶集團，並改組為華潤微電子。2007年，華潤上華向同系公司華潤勵致（港交所：1193）收購半導體業務以合併華潤集團旗下的半導體業務，公司於其後更名為華潤微電子。
2009年，華潤集團提出私有化計劃，計劃以每股作價0.3元私有化華潤微電子。但已觸礁。
2011年，華潤集團再提出私有化計劃，計劃以每股不少於0.48元私有化華潤微電子。同年9月28日，在股東特別大會通過私有化計劃，已向聯交所批准在11月2日退出香港股市。
2020年2月27日，華潤微電子作为科创板第一支红筹股正式上市。

## 旗下公司
- 華潤上華科技
- 無錫華潤矽科微電子
- 無錫華潤安盛科技
- 無錫華潤華晶微電子

## 站外連結
- 華潤微電子官方網站